# بهلیان
بهلیان (به لاتین: Bəhliyan) یک منطقه مسکونی در جمهوری آذربایجان است که در شهرستان اسماعیل‌لی واقع شده‌است.

## ریشه واژه
بهلی در زبان تاتی قفقاز به‌معنی گیلاس و یان یا ان به‌معنی زمین است و معنای کلی آن به‌صورت باغ گیلاس است.